# Urtica hyperborea
Urtica hyperborea là loài thực vật có hoa trong họ Tầm ma. Loài này được Jacq. ex Wedd. miêu tả khoa học đầu tiên năm 1856.